# Киевская операция Войска польского (1920)
Киевская операция Войска польского (1920) — наступательная операция вооруженных сил Польши и армии УНР в ходе советско-польской войны 1919—1921 гг., предпринятая в апреле 1920 года с целью взятия  Киева.

## Начало кампании 1920 года

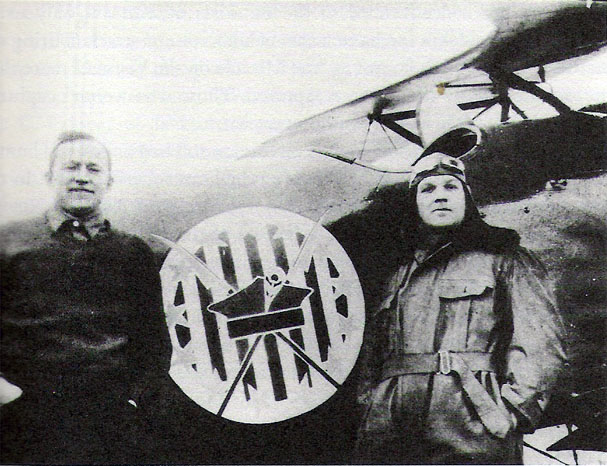
Американские добровольцы, пилоты эскадрильи имени Тадеуша Костюшко — Мериан Купер и командир эскадрильи Седрик Фаунтлерой (сбит и пленён бойцами 6-й кд 13 июля)

В первых числах января 1920 года войска Эдварда Рыдз-Смиглы неожиданным ударом взяли Двинск и затем передали его латвийским властям. 21 февраля в городе состоялся военный парад Войска Польского. Тем временем, командование РККА собрало огромную силу в 100 тысяч штыков, при наличии мощной артиллерии, бронепоездов и бронемашин. 10 марта план наступления Красной Армии, разработанный Сергеем Каменевым и Борисом Шапошниковым, был утвержден. Однако, уже 6 марта польские войска перешли в наступление в Белоруссии, захватив Мозырь и Калинковичи. Атака же на Украине 12-й и 14-й армий РККА захлебнулась через два дня. Армии вынуждены были перейти к обороне. Все четыре попытки Красной Армии отбить Мозырь не увенчались успехом. Тем не менее, обе стороны понимали, что все это лишь частные успехи или неудачи, и что решающие битвы впереди.
К концу 1919 года польские вооруженные силы насчитывали 21 дивизию пехоты и 7 моторизованных бригад — всего 600 тысяч бойцов. В первых месяцах 1920 года была объявлена мобилизация, принесшая значительное пополнение личному составу. Кроме того, продолжали прибывать все новые добровольцы. В том числе и американские (среди них находился и летчик Мериан К. Купер — будущий создатель Кинг-Конга и отец польского писателя Мацея Сломчинского). К кампании 1920 года Польша выставила более 700 тысяч солдат. К началу главного наступления силы сторон составляли:
На южном участке фронта — от Днепра до Припяти:
Войско Польское
- 6-я армия генерала Вацлава Ивашкевича
  - 5-я пехотная дивизия (Владислав Енджеевский)
  - 12-я пехотная дивизия (Мариан Янушайтис-Жегота)
  - 18-я пехотная дивизия (Франтишек Крайовский)
  - 3-й авиационная группа (Стефан Бастыр)

- 2-я армия генерала Антония Листовского
  - 13-я пехотная дивизия (Франтишек Паулик)
  - 15-я Поморская пехотная дивизия (Антоний Ясенский)
  - 6-я Украинская пехотная дивизия (Марк Безручко)
  - 2-й Авиадивизион (Камилло Перини)

- 3-я армия генерала Эдварда Рыдз-Смиглы
  - 1-я пехотная дивизия Легионов (Эдвард Рыдз-Смиглы)
  - 7-я пехотная дивизия (Эугениуш Погожельский)
  - 3-я кавалерийская бригада (Ежи Савицкий)

Всего — 30,4 тыс. штыков и 4,9 тыс. сабель.
РККА
- 12-я армия Сергея Меженинова
  - 7-я стрелковая дивизия (Александр Голиков)
  - 58-я стрелковая дивизия (Павел Княгницкий)

- 14-я армия Иеронима Уборевича
  - 41-я стрелковая дивизия
  - 60-я стрелковая дивизия

Всего 13,4 тыс. штыков и 2,3 тыс. сабель.
На северном участке фронта — между Припятью и Двиной:
Войско Польское
- 4-я армия (район Полесья и Березины) генерала Станислава Шептицкого
  - 2-я пехотная дивизия Легионов (Хенрик Минкевич)
  - 6-я пехотная дивизия (Казимеж Рашевский)
  - 14-я великопольская пехотная дивизия (Даниель Конаржевский)
  - Полесская группа генерала Владислава Сикорского
    - 9, 16, 21-я пехотные дивизии

  - 7-й Авиадивизион (Антоний Бучкевич)

- 1-я армия (район Двины) генерала Стефана Маевского
  - 1-я литовско-белорусская дивизия (Ян Жондковский)
  - 8-я пехотная дивизия
  - 1-я кавалерийская бригада
  - 4-й Авиадивизион (Юлиан Слоневский)

- Оперативная группа генерала Леонарда Скерского (район Борисова)
- Резервная армия генерала Казимежа Соснковского

Всего 12 дивизий пехоты и 2 бригады кавалерии — 60,1 тыс. штыков и 7 тыс. сабель.
Западный фронт Михаила Тухачевского:
- 15-я армия Августа Корка
- 16-я армия Николая Соллогуба

Всего 66,4 тыс. штыков и 4,4 тыс. сабель.
Таким образом, в Белоруссии силы были примерно равны, тогда как на Украине поляки обладали почти трехкратным превосходством. К тому же в тылах 12-й и 14-й армий действовали украинские партизанские отряды и две взбунтовавшиеся галицийские бригады численностью более 1,5 тыс. человек. После принятия решения о наступлении на южном участке фронта польское командование перебросило туда ещё 10 тыс. штыков и 1 тысячу сабель.

## Наступление на Киев

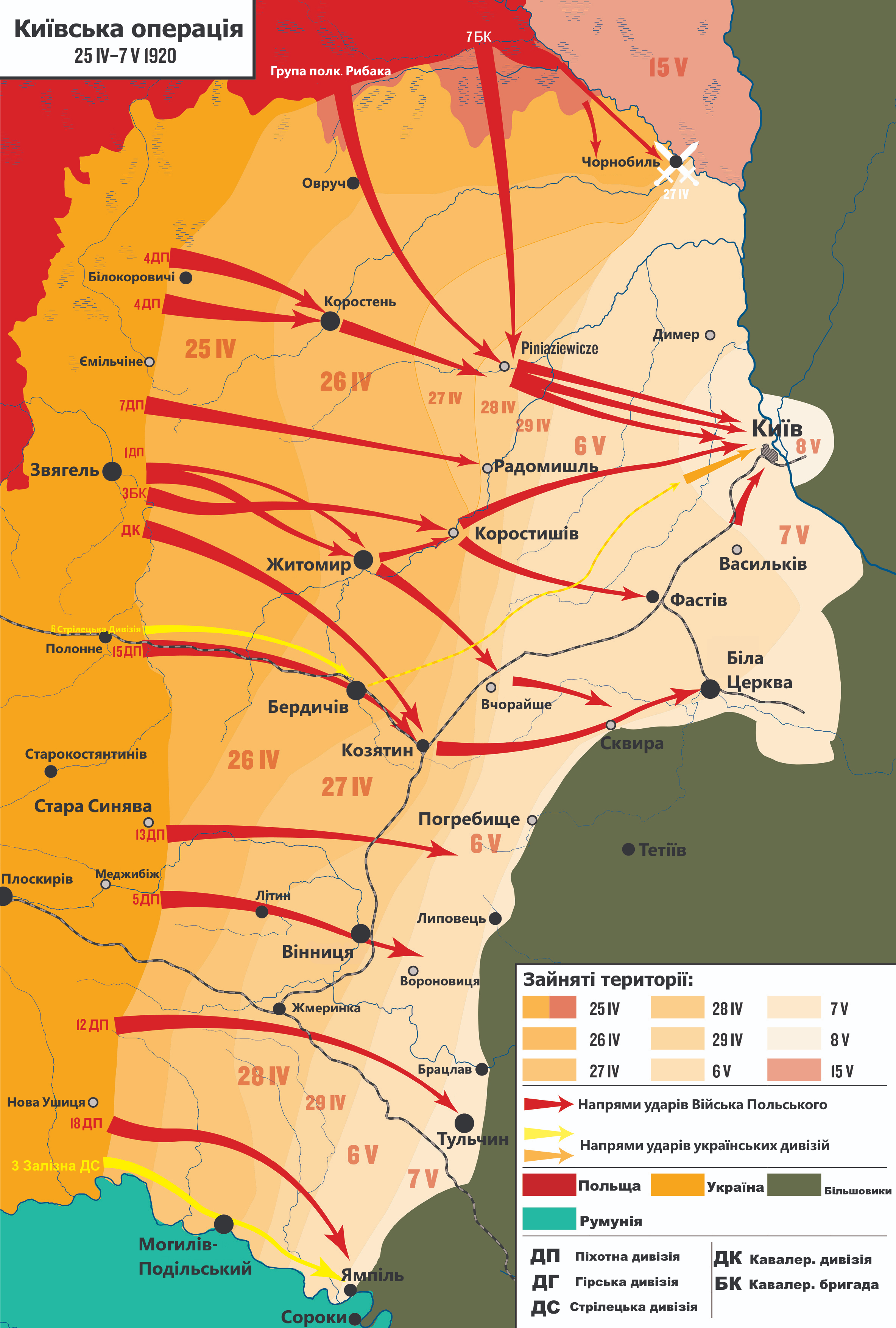
Польское наступление на Киев

25 апреля 1920 года польские войска атаковали позиции Красной Армии по всей протяженности украинской границы. Участком фронта от Мозыря до Олевска командовал генерал Юзеф Рыбак; от Олевска до Полонне — генерал Эдвард Рыдз-Смиглы; от Полонне до Проскурова (Хмельницкого) — генерал Антоний Листовский; от Проскурова до румынской границы — генерал Вацлав Ивашкевич. Кроме того, действия поляков, в соответствии с договором, поддерживали войска Симона Петлюры (около 15 тыс. человек). Действия Пилсудского вызвали недовольство Франции, которая надеялась на выступление поляков единым фронтом с ВС Юга России. Однако подобное было невозможно. 

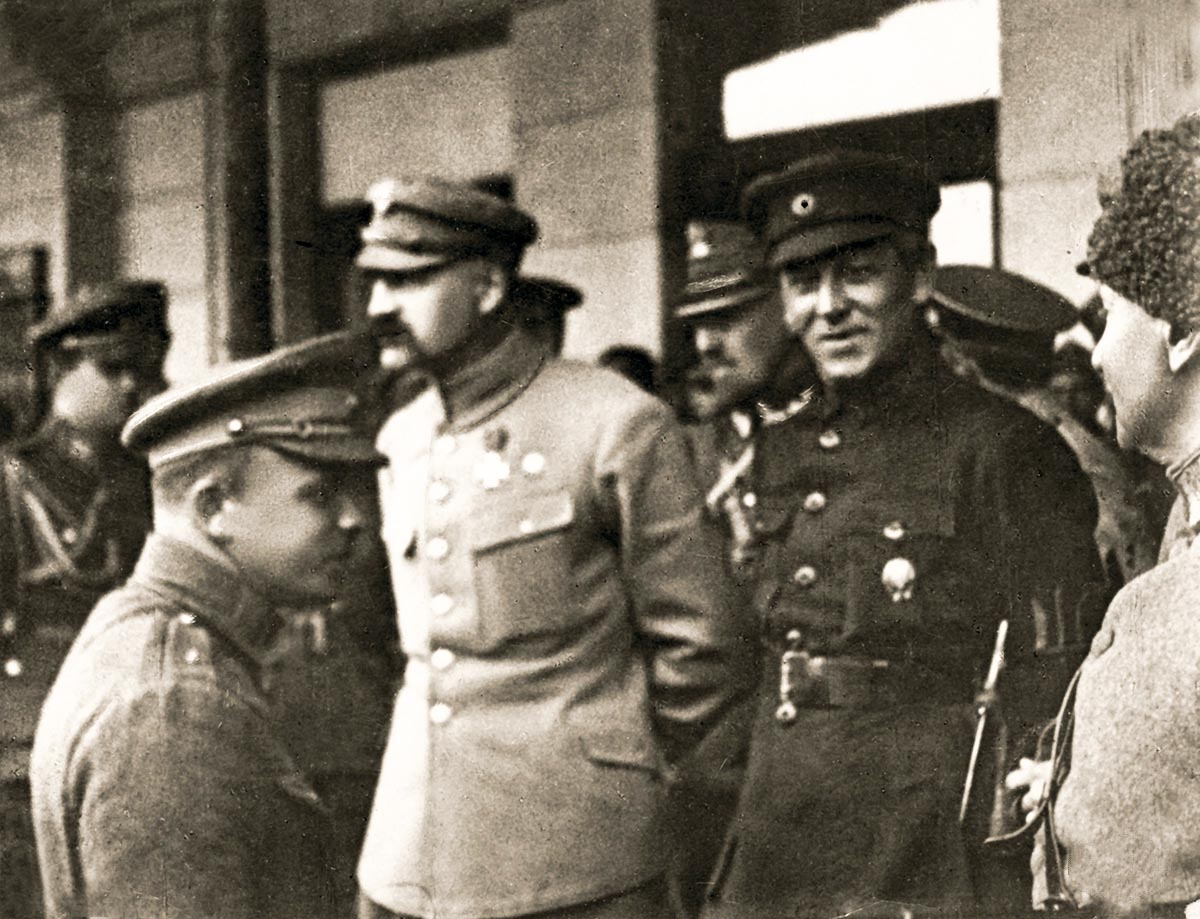
Пилсудский и Петлюра. Киев, 1920 год

26 апреля польские войска заняли Житомир. На следующий день части 59-го пехотного полка, прорвав пять оборонительных рубежей противника, вошли в Бердичев, а 1-я кавдивизия 27 апреля захватила важный железнодорожный узел Казатин (см. Рейд на Казатин ). На юге войска 6-й армии генерала Ивашкевича заняли Винницу, Бар и Жмеринку. На севере польская армия захватила Чернобыль и подошла к Днепру у реки Припять (См. Битва под Чернобылем). К 27 апреля польско-украинская армия достигла всех намеченных целей и остановилась. 
В результате этих операций 12-я армия (РККА) была рассеяна и частично дезорганизована, но не разбита, поскольку некоторые ее части начали отходить на восток еще до начала польского наступления. 
28 апреля после разгрома 1-й Сечевой стрелковой бригады (в составе украинцев на службе в Красной армии) под Казатином польские войска вышли на линию Чернобыль —  Казатин — Винница  — румынская граница. А затем, в течение суток прошли 90 км и остановились у ворот Киева, не встречая никакого сопротивления. Все говорило о том, что Сергей Меженинов отвел армию, уклоняясь от прямого столкновения
В Житомире Юзеф Пилсудский выступил с обращением к украинскому народу, подтвердив его право на независимость и собственный выбор государственного устройства. Со своей стороны Симон Петлюра подчеркнул незыблемость польско-украинского союза. В эти дни поляки взяли в плен более 25 тысяч красноармейцев, захватили 2 бронепоезда, 120 орудий и 418 пулеметов. 6 мая пала Белая Церковь. В тот же день польские солдаты въехали в Киев на захваченном ими трамвае, взяли в плен одного из красных командиров и уехали. На следующий день части РККА в спешном порядке бежали из города. 7 мая в Киев вступили кавалерийские части Войска Польского (8-го мая вошла пехота).
На мосту через Днепр произошла небольшая стычка с арьергардными частями, прикрывающими отход 12-й армии РККА. Прибывшая на место 1-й дивизии легионеров полковника Домб-Бернацкого перешла реку и заняла левобережный плацдарм, протянувшийся на 15 км вглубь позиций противника. Польские потери при взятии Правобережной Украины составили 150 убитых и 300 раненых.
Однако удержать Киев польским войскам не удалось. 14 мая в Белоруссии началось контрнаступление значительно усиленного Западного фронта под командованием Михаила Тухачевского. А 5 июня на Украине 1-я Конная армия прорвала фронт и вынудила поляков отступить. 12 июня в Киев вошли войска красной армии (см. также Киевская операция РККА (1920))

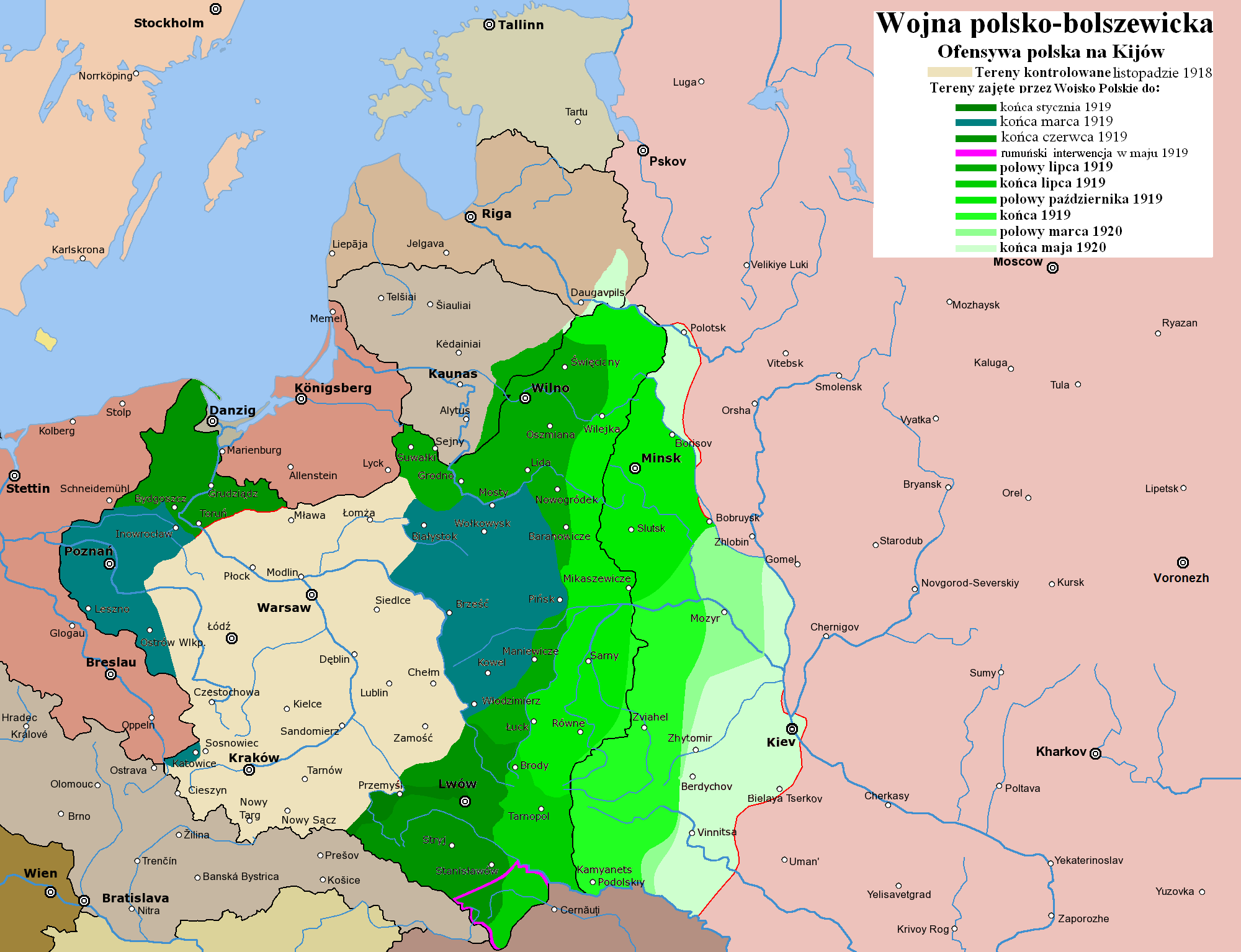
Линия фронта на конец мая 1920 года

## Боевое применение авиации
В начале 1920 года на Западном фронте была создана боевая авиационная группа, которая действовала в полосе наступления 16-й армии. На западный фронт перебрасывались авиационные отряды, освободившиеся на других фронтах. На усиление прибыли 4-й истребительный, 6-й и 31-й авиационные отряды из 7 армии. Начальнику авиации было приказано представить предложения по группировке отрядов, исходя из задач, которые были поставлены армиям Западного фронта.